# 観光資源
観光資源（かんこうしげん、英:tourist resources, tourism resources）とは、人々が観光活動をするために利用可能なものであり、観光活動がもたらす感動の源泉となり得るものである。人々を誘引するもの（やコト）のうち、観光活動の対象として認識されているものである。

## 概要
現在では「自然資源」と「人文資源」とに大別することが一般的である。
- 自然資源 - 山岳、高原・湿原・原野、湖・沼、河川・渓谷、滝、海岸・岬、岩石・洞窟、植物・動物など[2][1]
- 人文資源 -史跡・遺跡、神社・寺院・教会堂、城跡・宮殿、集落・街、庭園・公園、建造物（建築物）、年中行事（祭りも含む）、動物園・植物園・水族館、博物館・美術館、温泉、料理など[2][1]

日本国内の観光資源については、JTBが2017年までにデータベース化した「観光資源台帳（旧）」がウェブサイト上で公開されている。
こちらは2017年までに集めたデータであり、その後は更新を止めているが、都道府県・市町村名・自然・人文の別・種別名称・資源名称・資源ランクの各項目から検索が可能である。資源名称をクリックするとグーグルマップが立ち上がり地図上で場所を確認でき、ストリートビューで現地をバーチャルに訪問したような写真も見ることができる。2024年に新しいバージョンの「観光資源台帳」が公開されたが、ウェブサイトの構成や使い勝手はかなり異なっており、それぞれ長所・短所がある。
世界的に著名な観光資源については、ユネスコの世界遺産の登録リストが大いに参考になる。世界遺産も、（通称で）世界自然遺産、世界文化遺産に分類されている。ユネスコの公式サイトが世界遺産のリストを掲載している。
ただし、もともとユネスコの世界遺産の登録は貴重な自然や文化を保護・保全するために始まったものであり、リスト化の根本目的は異なる。なお、世界遺産に登録されると観光資源としての価値は高まりブランド化し、観光客が平均で2〜3割ほど増え、ものによってはそれよりも増え、皮肉なことに、保護・保全というユネスコ側がめざしている目的に反する現象、たとえば遺跡などは世界遺産に認定されたことでかえって物理的にいたんでしまったり、行事などについてもそれを支えている地域コミュニティーが観光客増加の副作用で破壊されてしまうということも起きている。
観光資源は観光産業を興すときには、核となる要素である。地域おこしに活用されることもある。

## 用語史
観光資源という用語の日本での初期の使用としては、鉄道省国際観光局（Board of Tourist Industry）が resources for tourist の訳語として観光資源をあてたとされ、当時は tourist （観光客）の邦訳として観光が充てられた（現在では、touristの訳語には観光客が、tourismには観光が使われる）。
法令で最初に「観光資源」という用語が使用されたのは旧観光基本法であり、それまでは京都国際文化観光都市建設法等において文化観光資源として、文化とセットで用いられてきた。
朝日新聞データベースによる検索結果においても、観光資源という用語は、1963年（昭和38年）に旧観光基本法が制定されて以降の出現率が高くなっており、それ以前の使用例は一件である。旧観光基本法、及び、それを引き継ぐ2006年（平成18年）制定の観光立国推進基本法が規定する観光資源は、史跡、名勝、天然記念物等の文化財、優れた自然の風景地、温泉を代表例に掲げ、包括規定として「その他産業、文化等に関する関するもの」としているところから、あらゆるものが観光資源としてとらえられている。なお、当時は温泉が自然、文化とは別に具体的例示としてあげられていたが、これは世界の標準的な分類法ではなく、日本独特の扱い方であった（現在では自然資源と人文資源に分類され、温泉は人文資源のひとつである）。
なお現在の一般的な英語では、tourist attractions（観光客を惹きつけるもの）と言うこともある。